# Herwig Wolfram
Herwig Wolfram (14 de febrero de 1934, Viena) es un historiador austriaco. Profesor emérito de la Universidad de Viena, fue director del Instituto Austriaco de Investigación Histórica (Institut für Österreichische Geschichtsforschung) desde 1983 hasta 2002. Es miembro destacado de la Escuela de Historia de Viena. Wolfram es considerado uno de los principales expertos en la historia de las tribus germánicas y sus trabajos sobre los godos y pueblos germánicos son ampliamente citados por historiadores de todo el mundo. 

## Biografía
Nació en 1934 en Viena. Entre 1952 y 1957 estudió historia y latín en la Universidad de Viena, donde obtuvo su doctorado en 1957. Solo dos años después, en 1959, fue comisionado Profesor Asistente en el Instituto Histórico de dicha universidad.
En 1971 fue profesor titular en la Universidad de Viena. La Academia de Ciencias de Austria en Viena lo nombró miembro en 1976 y, entre 1981 y 1983, el profesor Wolfram fue Decano de Humanidades en su alma mater. Wolfram ha sido autor de numerosos libros, incluida una serie de diez volúmenes sobre la historia de Austria (Österreichische Geschichte).

## Publicaciones
- Splendor Imperii, Viena, 1963.
- Intitulatio I. (Viena, 1967) y II. (Viena, 1972).
- Geschichte der Goten. Entwurf einer historischen Ethnographie, C.H. Beck, Edición I (Múnich, 1979); Edición II (1980), bajo el título: Die Goten. Von den Anfängen bis zur Mitte des sechsten Jahrhunderts (2000/2001).
- Die Goten und ihre Geschichte, C.H.Beck, Múnich, 2001 (Beck'sche Reihe Wissen).
- Gotische Studien. Volk und Herrschaft im Frühen Mittelalter. C. H. Beck, Múnich, 2005.
- Die Germanen, C.H. Beck, Múnich, 1995.
- Das Reich und die Germanen. Zwischen Antike und Mittelalter, Siedler, Berlín, 1990, Siedler Deutsche Geschichte. Traducción inglesa (1997).
- Konrad II. Kaiser dreier Reiche, C. H. Beck, Múnich, 2000. Traducción inglesa: PennState Press (2006).
- Plötzlich standen wir vor Attila. Eine Zeitreise ins Hunnenreich, Ueberreuter, Viena, 2002.
- Österreichische Geschichte 378 - 907: Grenzen und Räume. Geschichte Österreichs vor seiner Entstehung. Ueberreuter, Viena, 1995.

## Distinciones y premios
- Miembro de la Academia Austríaca de Ciencias .
- Miembro correspondiente de Monumenta Historica .
- Condecoración Austriaca de las Ciencias y las Artes (2000)[4]
- Premio Cardenal Innitzer (2011)
- Miembro correspondiente de la Academia Eslovena de Ciencias y Artes (2015)[5]